# Закон України «Про громадські об'єднання»
Закон України «Про громадські об'єднання» — Закон, який визначає правові та організаційні засади реалізації права на свободу об'єднання, порядок утворення, реєстрації, діяльності та припинення громадських об'єднань в Україні. Прийнятий Верховною Радою України 22 березня 2012 року, введений в дію з 1 січня 2013 року, одночасно з утратою чинності Законом України «Про об'єднання громадян».
Структура Закону:
Розділ I Загальні засади
Розділ II Утворення та реєстрація громадського об'єднання
Розділ III Права та діяльність громадських об'єднань
Розділ IV Особливості припинення громадських об'єднань
Розділ V Прикінцеві та перехідні положення.
Згідно з Законом, права та обов'язки, встановлені законами України для громадських організацій, поширюються на всі громадські об'єднання. Громадські організації, створені раніше, не потребують перереєстрації. Статути (положення) громадських організацій, спілок громадських організацій мають бути приведені у відповідність із цим Законом протягом п'яти років (до 2018 року). Спілки громадських організацій (союзи, асоціації, інші об'єднання громадських організацій), створені раніше, визнаються громадськими спілками, утвореними на підставі цього Закону.
Засновниками і учасниками громадських об'єднань відповідно до Закону можуть бути не тільки фізичні особи (як індивідуальні або колективні члени), але і юридичні особи приватного права, крім того Закон скасував обмеження території діяльності громадських об'єднань, і ввів принцип вільного вибору території діяльності.